# Pacte de défense
Un pacte de défense est un traité ou une alliance militaire à vocation défensive entre deux ou plusieurs factions militaires.

## Traités en vigueur

### États-Unis
Liste des traités conclus par les États-Unis (en)
- 1947 - Traité interaméricain d'assistance réciproque (traité de Rio) - défense mutuelle de l'hémisphère occidental.
- 1949 - Traité de l'Atlantique Nord (traité de Washington) - établit l'organisation de défense mutuelle de l'OTAN.
- 1951 - Traité de défense mutuelle entre les États-Unis et la république des Philippines.
- 1951 - ANZUS - alliance de défense mutuelle entre l'Australie, la Nouvelle-Zélande et les États-Unis.
- 1953 - Traité de défense mutuelle entre les États-Unis et la république de Corée - crée une alliance avec la Corée du Sud.
- 1958 - Accord de défense mutuelle entre les États-Unis et le Royaume-Uni.
- 1960 - Traité de coopération mutuelle et de sécurité entre les États-Unis et le Japon - traité de défense mutuelle avec le Japon.
- 1979 - Taiwan Relations Act - pacte non mutuel entre le gouvernement de la république de Chine (en) et les États-Unis pour la défense de Taïwan et des îles Penghu ainsi que pour les ventes d'armes.
- 2021 - AUKUS - alliance de défense mutuelle entre l'Australie, le Royaume-Uni et les États-Unis.

### France
- La France
- Les pays membres de l'OTAN
- Les autres États ayant signé un traité de défense : le Cameroun, la Centrafrique, les Comores, la Côte d'Ivoire, Djibouti, les Émirats arabes unis[2], le Gabon, le Koweït, le Qatar, le Sénégal, le Togo et le Nigeria.

Les traités de défense de la France :
La France
Les pays membres de l'OTAN
Les autres États ayant signé un traité de défense : le Cameroun, la Centrafrique, les Comores, la Côte d'Ivoire, Djibouti, les Émirats arabes unis, le Gabon, le Koweït, le Qatar, le Sénégal, le Togo et le Nigeria.

- 1949 - Traité de l'Atlantique Nord (traité de Washington) - établit l'organisation de défense mutuelle de l'OTAN.
- 2009 - Union européenne - établie par le traité de Lisbonne à l'article 42.7 du traité sur l'Union européenne et à l'article 222 du traité sur le fonctionnement de l'Union européenne. Mise en œuvre dans le cadre de la politique de sécurité et de défense commune.
- 2019 - Accord de coopération en matière de défense avec le Nigéria[3].

### Royaume-Uni
- 1949 - Traité de l'Atlantique Nord (traité de Washington) - établit l'organisation de défense mutuelle de l'OTAN.
- 1958 - Accord de défense mutuelle entre les États-Unis et le Royaume-Uni.
- 1971 - Five Power Defence Arrangements.
- 2021 - AUKUS - alliance de défense mutuelle entre l'Australie, le Royaume-Uni et les États-Unis.

### Russie
- 1992 - Traité de sécurité collective - création de l'Organisation du traité de sécurité collective comprenant l'Arménie, le Bélarus, l'Ouzbékistan, le Kazakhstan, le Kirghizistan et le Tadjikistan.

### Union européenne
- 2009 - Union européenne - établie par le traité de Lisbonne à l'article 42.7 du traité sur l'Union européenne et à l'article 222 du traité sur le fonctionnement de l'Union européenne. Mise en œuvre dans le cadre de la politique de sécurité et de défense commune.

## Traités historiques

### États-Unis
- 1778 - Traité d'alliance - entre le Royaume de France et les États-Unis.
- 1954-1977 - Organisation du traité de l'Asie du Sud-Est - entre l'Australie, la France, la Nouvelle-Zélande, les Philippines, la Thaïlande, le Pakistan, le Royaume-Uni et les États-Unis.
- 1955 - Traité de défense mutuelle sino-américain - entre la Chine et les États-Unis.

### Royaume-Uni
- 1955 - Pacte de Bagdad - entre l'Iran, l'Irak, le Pakistan, la Turquie et le Royaume-Uni.

### Russie
- 1881 - Entente des Trois Empereurs - entre l'Empire allemand, l'Autriche-Hongrie et l'Empire russe.
- 1955 - Pacte de Varsovie - entre l'Albanie, la Bulgarie, la Tchécoslovaquie, l'Allemagne de l'Est, la Hongrie, la Pologne, la Roumanie et l'Union soviétique.

## Crédits
- (en) Cet article est partiellement ou en totalité issu de l’article de Wikipédia en anglais intitulé « août 2022 Defense pact » (voir la liste des auteurs).